# 6-й истребительный авиационный корпус
6-й истребительный авиационный корпус (6-й иак) — соединение Военно-Воздушных сил (ВВС) РККА, принимавшее участие в боевых действиях Великой Отечественной войны.

## Наименования корпуса
- 6-й истребительный авиационный корпус;
- 6-й истребительный авиационный Барановичский корпус;
- 6-й истребительный авиационный Барановичский ордена Суворова корпус.

## Создание корпуса
Сформирован 8 мая 1943 года решением Государственного комитета обороны:

…10. Истребительный авиакорпус № 6 сформировать к 1 мая 1943 года. В состав авиакорпуса включить:
273 истребительную авиадивизию Як-7, выведя её в резерв Ставки из состава 13 Воздушной армии Ленинградского фронта и
279 истребительную авиадивизию Як-7, выведя её в резерв Ставки из состава 14 Воздушной армии Волховского фронта.
Формирование авиакорпуса провести в районе Вышний Волочек. Командиром истребительного авиакорпуса № 6 утвердить полковника Юмашева А. Б.— Постановление № ГКО-2880сс от 13 февраля 1943 года

## Расформирование корпуса
6-й Барановичский истребительный ордена Суворова авиационный корпус 25 января 1946 года был расформирован в составе 16-й воздушной армии Группы советских оккупационных войск в Германии.

## В действующей армии
В составе действующей армии:
- с 8 мая 1943 года по 15 января 1944 года, всего 235 дней,
- с 1 июня 1944 года по 9 мая 1945 года, всего 343 дня.

Итого: 578 дней.

## Командир корпуса
- Герой Советского Союза генерал-майор авиации Юмашев Андрей Борисович[3] — с 8 мая 1943 года по 29 июня 1943 года.
- полковник Жильцов Николай Павлович — с 29 июня 1943 года по 10 июля 1943 года.
- Герой Советского Союза генерал-майор авиации Ерлыкин Евгений Ефимович[4] — с 10 июля 1943 года по 28 мая 1944 года.
- Генерал-майор авиации Дзусов Ибрагим Магометович[5] — с 29 мая 1944 года по март 1946 года.

## В составе объединений
| Объединение                                                          | Период                  |
| -------------------------------------------------------------------- | ----------------------- |
| 16-я воздушная армия Центрального фронта                             | 08.05.1943 — 20.10.1943 |
| 16-я воздушная армия Белорусского фронта                             | 20.10.1943 — 15.01.1944 |
| Авиация резерва Верховного Главного Командования                     | 15.01.1944 — 01.06.1944 |
| 16-я воздушная армия 1-го Белорусского фронта                        | 01.06.1944 — 09.05.1945 |
| 16-я воздушная армия Группы советских оккупационных войск в Германии | 10.06.1945 —            |

## Соединения, части и отдельные подразделения корпуса
За весь период своего существования боевой состав корпуса претерпевал изменения, в различное время в её состав входили полки различные части и соединения:
- 273-я истребительная авиационная дивизия (с 08 мая 1943 года по 11 мая 1945 года)
  - 14-й гвардейский истребительный авиационный полк (с 08 мая 1943 года по 11 мая 1945 года)
  - 30-й гвардейский истребительный авиационный полк (с 07 ноября 1943 года по 11 мая 1945 года)
  - 67-й гвардейский истребительный авиационный полк (с 19 ноября 1943 года по 11 мая 1945 года)
  - 157-й истребительный авиационный полк (с 8 мая 1943 года по 15 января 1944 года)
  - 163-й истребительный авиационный полк (с 08 мая 1943 года по 15 ноября 1943 года)
  - 286-й истребительный авиационный полк (с 8 мая 1943 года по 01 июля 1943 года)
  - 347-й истребительный авиационный полк (с 08 мая 1943 года по 15 января 1944 года)
  - 352-й истребительный авиационный полк (с 01 июня 1944 года по 09 мая 1945 года)
- 279-я истребительная авиационная дивизия (с 8 мая 1943 года по 01 сентября 1944 года)
  - 92-й истребительный авиационный полк (с 08 мая 1943 года по 03 декабря 1943 года)
  - 192-й истребительный авиационный полк (с 08 мая 1943 года по 11 мая 1945 года)
  - 486-й истребительный авиационный полк (с 08 мая 1943 года по 11 мая 1945 года)
- 234-я истребительная авиационная дивизия (c 01 ноября 1943 года по 09 мая 1945 года)
  - 133-й истребительный авиационный полк (с 28 мая 1943 года по 09 мая 1945 года)
  - 157-й истребительный авиационный полк (с 15 января 1944 года по 09 мая 1945 года)
  - 233-й истребительный авиационный полк (с 01 октября 1943 года по 09 мая 1945 года)
  - 248-й истребительный авиационный полк (с 01 октября 1943 года по 21 сентября 1944 года)
  - 774-й истребительный авиационный полк (с 03 июня 1943 года по 01 августа 1943 года)
- 1-я гвардейская истребительная авиационная дивизия (c 06 июля 1945 года по 25 января 1946 года)
  - 53-й гвардейский истребительный авиационный полк (c 06 июля 1945 года по 25 января 1946 года)
  - 54-й гвардейский истребительный авиационный полк (c 06 июля 1945 года по 25 января 1946 года)
  - 55-й гвардейский истребительный авиационный полк (c 06 июля 1945 года по 25 января 1946 года)
- 422-я отдельная авиационная эскадрилья связи[2]
- 293-я отдельная рота связи[2]
- 1406-я военно-почтовая станция[2]

## Участие в операциях и битвах
- Курская битва — с 5 июля 1943 года по 12 июля 1943 года.
- Орловская операция «Кутузов» — с 12 июля 1943 года по 18 августа 1943 года.
- Черниговско-Припятская операция — с 26 августа 1943 года по 30 сентября 1943 года.
- Белорусская операция «Багратион» — с 23 июня 1944 года по 29 августа 1944 года.
- Бобруйская операция — с 24 июня 1944 года по 29 июня 1944 года.
- Минская операция — с 29 июня 1944 года по 4 июля 1944 года.
- Барановичская операция[5] — с 5 июля 1944 года по 16 июля 1944 года.
- Люблин-Брестская операция — с 18 июля 1944 года по 2 августа 1944 года.
- Висло-Одерская операция — с 12 января 1945 года по 3 февраля 1945 года.
- Варшавско-Познанская операция[5] — с 14 января 1945 года по 3 февраля 1945 года.
- Восточно-Померанская операция[5] — с 10 февраля 1945 года по 20 марта 1945 года.
- Берлинская операция[5] — с 16 апреля 1945 года по 8 мая 1945 года.

## Почётные наименования
- 6-му истребительному авиационному корпусу 27 июля 1944 года присвоено почётное наименование «Барановичский»[6].
- 273-й истребительной авиационной дивизии 26 ноября 1943 года присвоено почётное наименование «Гомельская»[7].
- 234-й истребительной авиационной дивизии 15 января 1944 года присвоено почётное наименование «Мозырьская»[8].
- 30-му гвардейскому Краснознамённому истребительному авиационному полку 27 июля 1944 года присвоено почётное наименование «Барановичский»[6].
- 67-му гвардейскому Краснознамённому истребительному авиационному полку 27 июля 1944 года присвоено почётное наименование «Барановичский»[6].
- 133-му истребительному авиационному полку 27 июля 1944 года присвоено почётное наименование «Барановичский»[6].
- 157-му Краснознамённому истребительному авиационному полку 10 августа 1944 года присвоено почётное наименование «Брестский»[9].
- 233-му истребительному авиационному полку 10 июля 1944 года присвоено почётное наименование «Минский»[10].
- 248-му истребительному авиационному полку 31 октября 1944 года присвоено почётное наименование «Пражский»[11].
- 352-му истребительному авиационному полку за отличие в боях за овладение столицей Советской Белоруссии городом Минск 10 июля 1944 года присвоено почётное наименование «Минский»[10].

## Награды
- 6-й Барановичский истребительный авиационный корпус Указом Президиума Верховного Совета СССР награждён орденом Суворова II степени.
- 234-я Мозырьская истребительная авиационная дивизия Указом Президиума Верховного Совета СССР награждена орденом Суворова II степени.
- 273-я Гомельская истребительная авиационная дивизия Указом Президиума Верховного Совета СССР награждена орденом Суворова III степени
- 30-й гвардейский Барановичский Краснознамённый истребительный авиационный полк Указом Президиума Верховного Совета СССР награждён орденом Суворова III степени[12].
- 67-й гвардейский Барановичский Краснознамённый истребительный авиационный полк Указом Президиума Верховного Совета СССР награждён орденом Суворова III степени[12].
- 67-й гвардейский истребительный авиационный полк Указом Президиума Верховного Совета СССР награждён орденом Боевого Красного Знамени[13].
- 133-й Барановичский истребительный авиационный полк Указом Президиума Верховного Совета СССР награждён орденом Боевого Красного Знамени[14].
- 157-й истребительный авиационный полк Указом Президиума Верховного Совета СССР награждён орденом Боевого Красного Знамени[15].
- 233-й Минский истребительный авиационный полк Указом Президиума Верховного Совета СССР награждён орденом Суворова III степени[14].
- 248-й истребительный авиационный полк Указом Президиума Верховного Совета СССР награждён орденом Боевого Красного Знамени[16].
- 352-й Минский истребительный авиационный полк за образцовое выполнение боевых заданий командования в боях с немецкими захватчиками при овладении городами Хоэнзальца (Иновроцлав), Александров, Аргенау, Лабишин и проявленные при этом доблесть и мужество Указом Президиума Верховного Совета СССР награждён орденом Суворова III степени[17].

## Благодарности Верховного Главнокомандующего
Корпус неоднократно удостаивался благодарностей Верховного Главнокомандования:
- За прорыв сильно укрепленной обороны немцев, прикрывающей Бобруйское направление[18].
- За овладение городом Барановичи и Барановичским укрепленным районом[19].
- За форсирование реки Шара и за овладение городами Слоним и Лунинец[20].
- За овладение городом Брест[21].
- За овладение крепостью Прага[22].
- За овладение городом Варшава[23].
- За овладение городами Сохачев, Скерневице и Лович[24].
- За овладение городами Лодзь, Кутно, Томашув (Томашов), Гостынин и Ленчица[25].
- За овладение городами Влоцлавек, Бжесць-Куявски и Коло[26].
- За овладение городами Хоэнзальца (Иновроцлав), Александров, Аргенау и Лабишин[27].
- За овладение городами Бервальде, Темпельбург, Фалькенбург, Драмбург, Вангерин, Лабес, Фрайенвальде, Шифелъбайн, Регенвальде и Керлин[28].
- За овладение городами Франкфурт-на-Одере, Вандлитц, Ораниенбург, Биркенвердер, Геннигсдорф, Панков, Фридрихсфелъде, Карлсхорст, Кепеник и вступление в столицу Германии город Берлин[29].
- За овладение городами Ратенов, Шпандау, Потсдам[30].
- За овладение городом Берлин[31].

## Герои Советского Союза
- Дзусов Ибрагим Магометович, генерал-майор авиации, командир 6-го истребительного авиационного корпуса 16-й воздушной армии 29 мая 1945 года удостоен звания Героя Советского Союза. Золотая Звезда № 4917